# Berezîna, Volodîmîreț
Berezîna (în ucraineană Березина) este un sat în comuna Bilska Volea din raionul Volodîmîreț, regiunea Rivne, Ucraina.

## Demografie
Componența lingvistică a localității Berezîna
     Ucraineană (100%)
Conform recensământului din 2001, toată populația localității Berezîna era vorbitoare de ucraineană (100%).